# Ляодунский полуостров
Ляоду́нский полуостров (кит. трад. 遼東半島, упр. 辽东半岛, пиньинь Liáodōng bàndǎo) — полуостров в северо-восточной части Китая (провинция Ляонин) между Ляодунским и Западно-Корейским заливами Жёлтого моря.
Длина 225 км, ширина от 80 до 130 км. Берега полуострова ровные, в его юго-западной части на полуострове Гуаньдун — риасового типа.
Ландшафты полуострова — всхолмлённая равнина и низкогорья высотой до 1132 м (гора Буюньшань), леса и кустарники.
В южной оконечности полуострова расположен крупный город и порт Далянь (в состав города вошли бывшие порты Дайрен и Порт-Артур). В конце XX — начале XXI века наблюдался стремительный рост Даляня и других городов полуострова.

## Топонимика
Китайское название полуострова — Ляодунбаньдао. Слово «Ляодун» имеет отношение к названию реки «Ляохэ». «Дун» означает «восток». Таким образом, слово «Ляодун» можно перевести как «восточнее Ляо» или «местность восточнее реки Ляо».

## История
Регион к востоку от реки Ляохэ, давшей название полуострову, известен в китайской культуре с древности. Он входил в Инчжоу, одну из 9 (по другому описанию, 12) областей, на которые традиционно разделялась Поднебесная. В эпоху Цинь и Хань ему соответствовала префектура Ляодун, граничившая с префектурой Ляоси на северо-западе.

### Новое время
17 апреля 1895 года, в день окончания Японо-китайской войны 1894—1895 годов в Симоносеки был подписан мир, в котором империя Цин передавала Японии Ляодунский полуостров и ещё некоторые земли. Но под давлением Российской империи, Германии и Франции в ноябре 1895 года Япония вернула империи Цин все полученные территории. 27 марта 1898 года Российская империя арендовала у Цин незамерзающие порты — Порт-Артур и Дальний, которые, как и вся южная оконечность полуострова, вошли в состав Квантунской области. От Харбина сюда была проведена ЮМЖД.

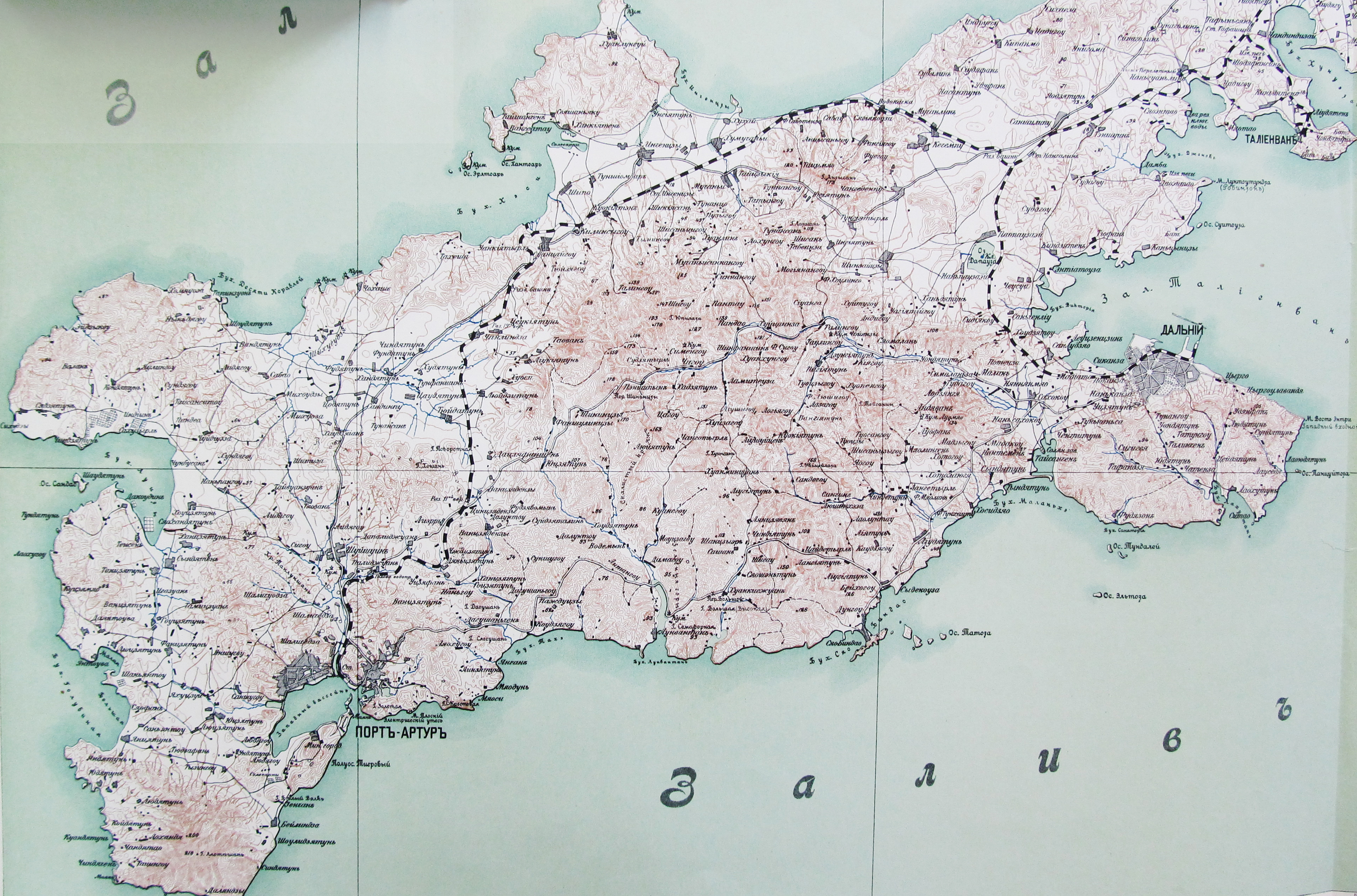
Русскоязычная карта Ляодунского полуострова (фрагмент) 1910 года выпуска. Масштаб: 3 версты в дюйме (420 метров в сантиметре).

В мае 1904 года японские войска отрезали Ляодунский полуостров от остальной части материка и заняли порт Далянь. Русские войска эвакуировались на считавшуюся неприступной базу в Порт-Артур, но и она в конечном счёте была захвачена японцами. По Портсмутскому миру 1905 года Россия передала права по управлению территорией Японской империи. В 1945 году Маньчжурия была освобождена от японцев. К маю 1946 года Красная Армия была выведена из Маньчжурии, за исключением Ляодунского полуострова. Правительства СССР и Китая договорились совместно использовать Порт-Артур, что позволило оставить базы советской армии на Ляодунском полуострове. В мае 1955 года СССР передал полуостров КНР.

## География

### Рельеф
Ляодунский полуостров является частью большого горного пояса. Состоит из сланцев и кварцевых песчаников, частично — гнейсов. На его юго-западе — северо-востоке протянулся горный хребет Цяньшань плоскогорья Чанбайшань, расположенных в Маньчжурии — на границе с Северной Кореей. Хребет полуострова состоит из нескольких параллельных горных ареалов, сформированных из древних гранитов и сланцев. Эти горы, подвергнувшись атмосферному влиянию, превратились в острые пики и горные хребты, редко высота пиков превышает 1000 метров. Высота самого высокого пика, горы Буюн, составляет 1130 метров. Рельеф бо́льшей части южной оконечности полуострова пологий, редко высота склонов превышает 500 метров. В горах образована крупная речная система, часть рек впадает Ялуцзян, протекающую на востоке, часть — в Ляохэ, протекающую на западе, часть — непосредственно, в море. Долины рек полуострова, а также аллювиальные равнины — узкие.

### Климат
Зимой на территории Ляодунского полуострова теплее, чем в прилегающих районах Северо-восточного Китая. Количество осадков, выпадающих на нём варьируется от 500 до 750 мм в год, 2/3 из которых выпадает в июле — сентябре; количество осадков на полуострове варьируется сильнее, чем в долине реки Ляохэ. На бо́льшей части полуострова вегетационный период длится 200 дней, лишь на крайнем юге — 220 дней.

### Растительность
На полуострове растут фруктовые сады, в особенности яблочные, выращиваются различные фрукты, а также пшеница, маис, рис и гаолян. На горных дубах, произрастающих в высокогорной местности, живут дикие шелкопряды, из коконов которых добывают шёлк.

### Полезные ископаемые
Из полезных ископаемых встречаются: железная руда, золото, медь и магнезит. На Ляодуне добывают бор и соль. Железная дорога, тянущаяся с севера на юг, связывает Далянь и Инкоу, базу в западной части полуострова, конечным пунктом железной дороги является Шэньян, расположенный уже за пределами полуострова.